# Hyloxalus bocagei
Espèce
Synonymes
- Colostethus bocagei (Jiménez de la Espada, 1870)

Statut de conservation UICN

 LC  : Préoccupation mineure
Hyloxalus bocagei est une espèce d'amphibiens de la famille des Dendrobatidae.

## Répartition
Cette espèce se rencontre de 1 420 à 1 740 m d'altitude :
- dans le département de Caquetá en Colombie ;
- en Équateur dans les provinces de Sucumbíos et de Napo.

## Description
Les mâles mesurent de 20 à 25 mm et les femelles de 23,6 à 29,5 mm.

## Étymologie
Cette espèce est nommée en l'honneur de José Vicente Barbosa du Bocage.

## Publication originale
- Jiménez de la Espada, 1870 : Faunae neotropicalis species quaedam nondum cognitae. Jornal de sciencias mathematicas, physicas e naturaes, Academia Real das Sciencas de Lisboa, vol. 3, p. 57-65 (texte intégral).